# Конституционно-правовой акт
Конституционно-правовой акт — норма права, регулирующая отношения в области Конституционного права.
Носителями конституционно-правовых актов Российской федерации являются:
- Конституция Российской Федерации — Закон, обладающий высшей юридической силой;
- Федеральные Конституционные Законы Российской Федерации — один из видов Законов, предусмотренных Конституцией РФ. ФКЗ принимаются квалифицированным большинством голосов палат Федерального Собрания РФ, имеют более высокую юридическую силу по сравнению с обычными ФЗ РФ и тем более иными правовыми актами.

## Исключительное положение КПА в системе нормативно-правовых актов
Несмотря на то, что конституционно-правовой акт является нормой права, наука Конституционного права выделяет данный вид нормативно-правовых документов в отдельную категорию. Данное обстоятельство объясняется исключительными отношениями, которые регулируются КПА:
- отношения в области государственного строительства;
- отношения в области регулирования политической системы;
- отношения, регулирующие деятельность высших и федеральных государственных органов.